# Tallgrass Prairie National Preserve
La Tallgrass Prairie National Preserve est une aire protégée américaine dans le comté de Chase, au Kansas. Cette réserve nationale créée le 12 novembre 1996 protège 44,1 km2 dans les prairies d'herbes hautes des Flint Hills. Elle est gérée par le National Park Service.

## Description
La réserve protège un exemple d'importance nationale de l'écosystème autrefois vaste des prairies à herbes hautes. Sur les 1 000 000 km 2 de prairies à herbes hautes qui couvraient autrefois le continent nord-américain, moins de 4% subsistent, principalement dans les collines Flint. 
Le 29 janvier 2008, Tallgrass Prairie National Preserve a été nommée l'une des 8 merveilles du Kansas.

## Faune
En 2009, The Nature Conservancy a introduit un petit troupeau de bisons dans la réserve nationale de Tallgrass Prairie. Depuis les effectifs sont en augmentation et dix ans plus tard on dénombre une centaine d'individus. On y trouve également des cerfs mulets, des cerfs de Virginie et des oppossums. 

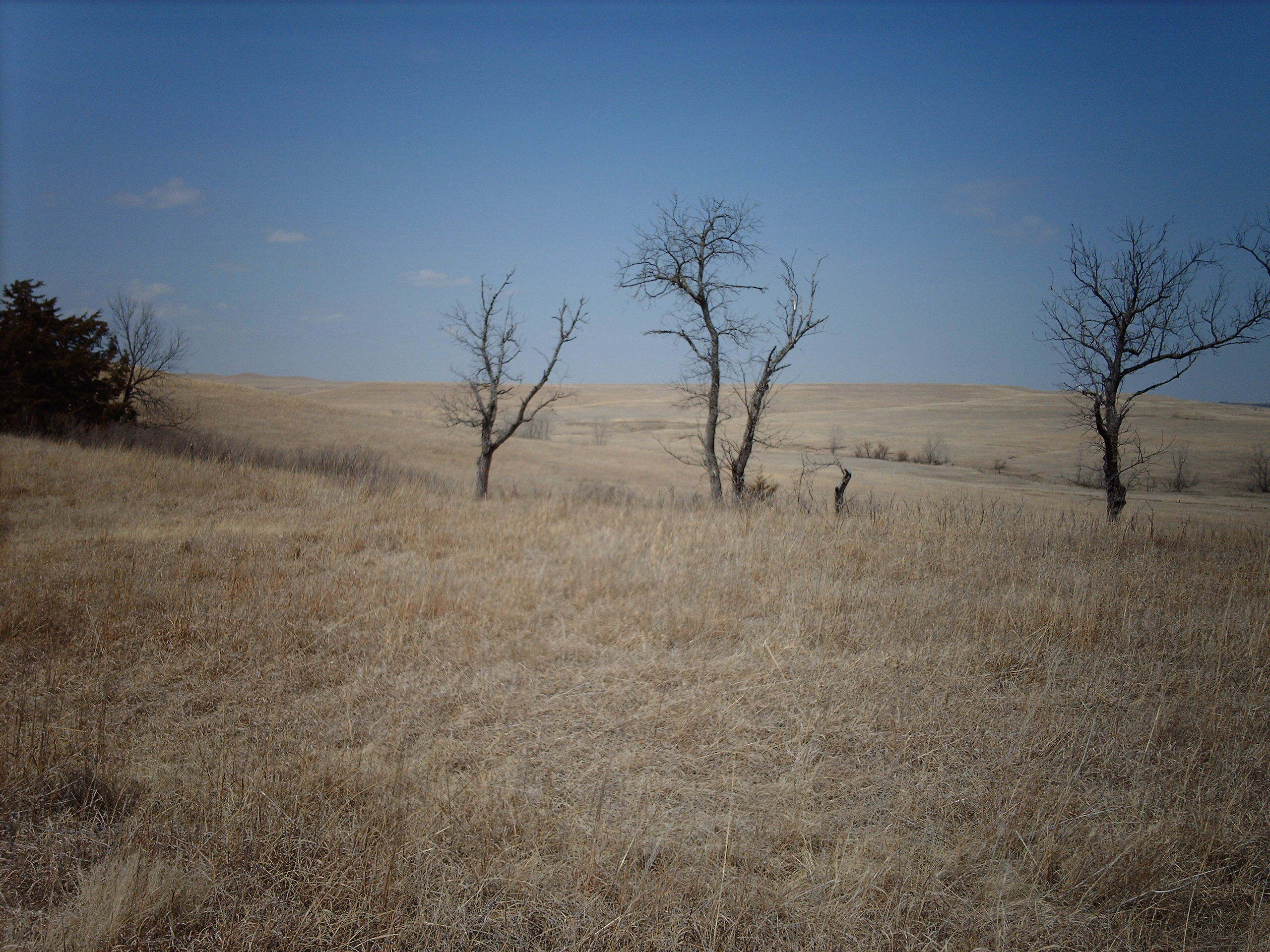
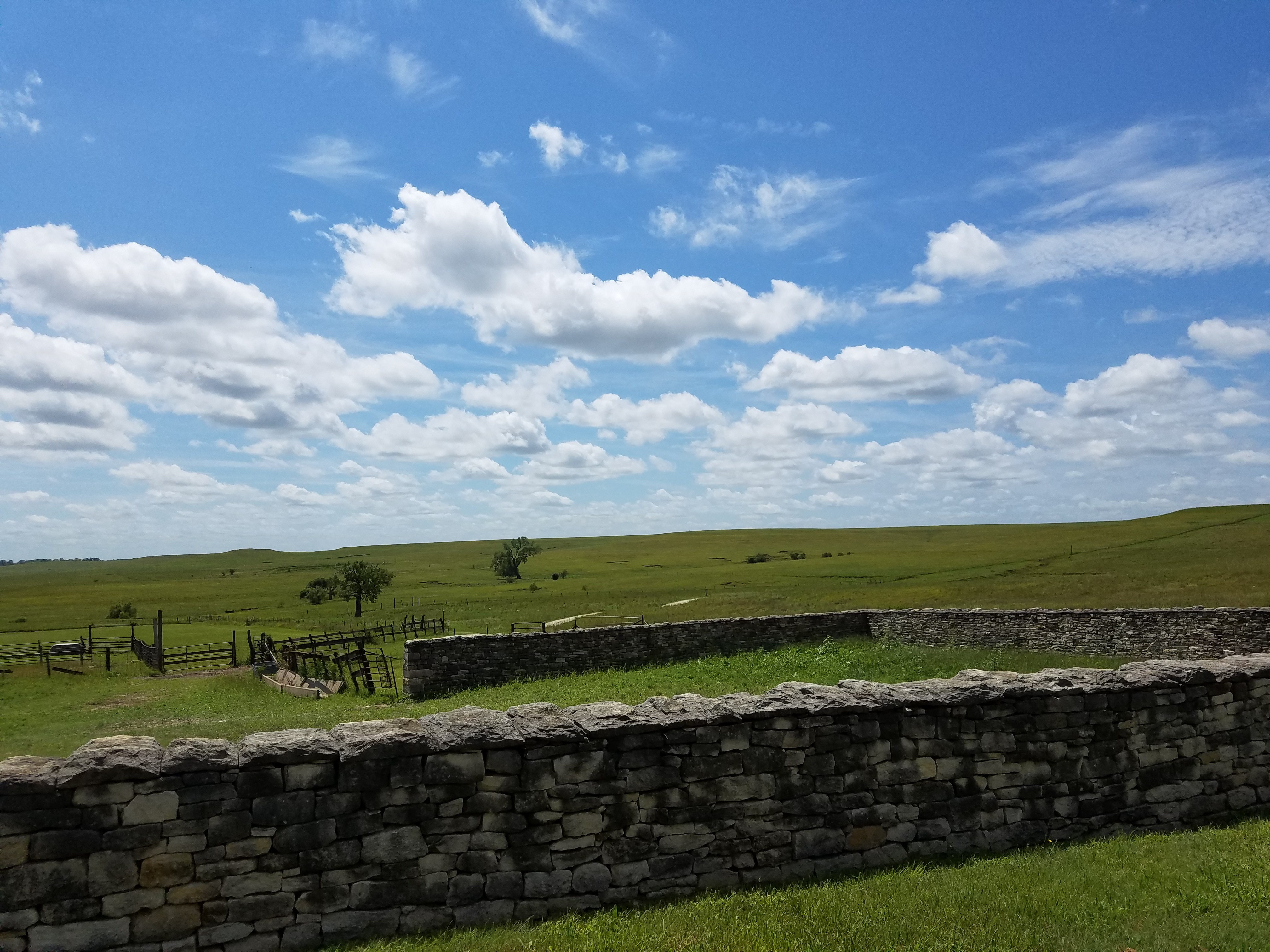
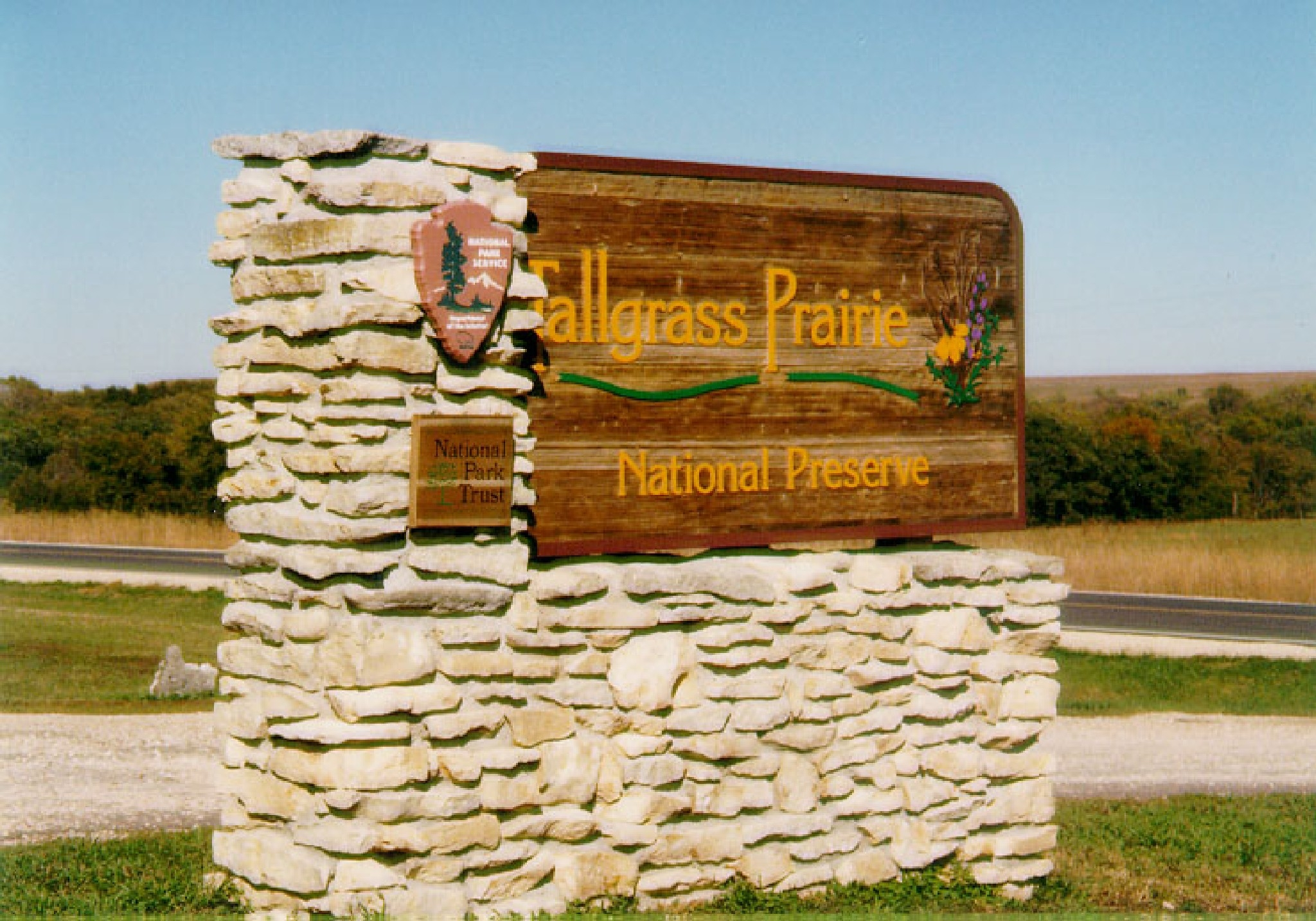
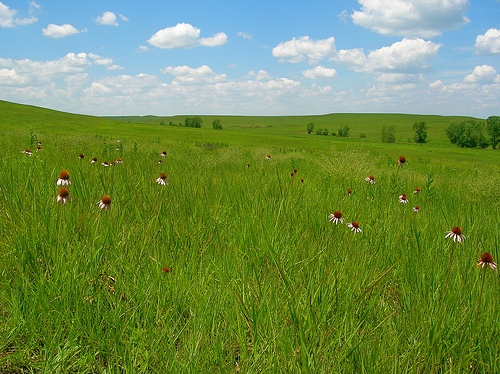